# 张仪
張儀（前373年—前310年），姬姓，張氏，魏國安邑（今山西夏縣）人，戰國時期著名的縱橫家。提倡連橫，即秦國聯合其他諸侯國中的幾個，然後對抗其他的諸侯國，多次破壞了公孫衍的合縱，為秦惠王重用，封武信君，卒於魏國。

## 生平
。张仪是魏国王族支庶子弟，和苏秦同为鬼谷子的徒弟。张仪学成之后游说诸侯，任楚國相國昭陽的門下客。曾经同楚国的相国共饮。后来楚相丢了一块璧（相傳為和氏璧），楚相下人认为张仪“仪贫无行”，必是张仪所为，打了他數百下。张仪不服，楚相放了他。张仪之妻子悲愤道：“你要是不读书、不游说诸侯，怎么会受到这样的侮辱？”张仪對著他妻子說：“你看看我的舌头还在不在？”其妻笑道：“还在。”张仪说：“这样就够了。”
秦國派遣公孫衍於前333年攻取魏上郡雕陰（今陝西甘泉南），俘魏主將龍賈，斬首八萬。蘇秦擔心秦國乘勝攻擊他所輔佐的趙國，遂決定用計讓張儀前往秦國。蘇秦先邀請不得志的張儀前來，但張儀抵達後，蘇秦卻故意冷淡以對。受到刺激的張儀便轉往秦國，但蘇秦暗中派人幫張儀打點一切，以利其晉見秦王。當張儀得知真相，便誓言在蘇秦相趙之日絕不策劃攻趙以報恩情。但前332年，秦國派公孫衍聯合齊魏一起征伐趙國，被趙王責備的蘇秦遂自請前往燕國說服後者攻齊，合縱最終還是瓦解。後來秦国重用张仪為丞相，劝说各国帮助秦国进攻其它的弱国，史稱“连横”。被張儀逼走的公孙衍轉任魏國丞相，原本幫助秦國“連橫”的他轉為向魏王鼓吹“合縱”。
魏將公孫衍在前323年發起魏、韓、趙、燕、中山「五國相王」之事來對抗張儀的連橫策略。但張儀成功拉攏齊、楚等國，不久楚國就派兵伐魏，公孫衍和魏相惠施的合縱策略受到挫折。秦惠文王更元三年（周顯王四十七年，前322年），張儀代表秦國遊說魏王，提出讓秦魏聯合攻韓，由秦得三川，魏得南陽，魏王同意，張儀為魏相。此時公孫衍遊說韓王，讓韓王直接把南陽割給魏國以瓦解攻韓聯盟，於是公孫衍奪得張儀的功勞，受魏惠王重金獎賞。前319年，魏國驅逐張儀回秦，並爭取各國合縱對付秦國，公孫衍由魏將升任魏相邦，發起函谷關之戰。
又，秦滅巴蜀之戰。前313年張儀相楚，以商於之地六百里行騙楚懷王，離間當時對秦國最大的威脅，齊國與楚國。丹陽、藍田之戰大破楚軍。
秦惠文王更元十四年（前311年），秦惠王卒，其子秦武王即位。武王素与张仪有隙。武王元年（前310年），张儀離開秦國，回到家鄉魏國，是年五月卒于魏。張儀縱橫於戰國中期的外交舞台二十餘年，聲名顯赫，孟子的弟子景春称：“公孙衍、张仪，岂不诚大丈夫哉！一怒而诸侯惧，安居而天下熄。”《汉书·艺文志》纵横家类有《张子》十篇。
1973年在長沙馬王堆漢墓出土的《戰國縱橫家書》中所載，蘇秦死於公元前284年，張儀死於公元前310年。与张仪的连横同时对峙的可能为犀首（即公孙衍）的合纵，而非蘇秦的合縱；蘇秦亦未用計入張儀於秦，這些都不同於《史記》與《資治通鑑》所言。

### 追封
天汉元年（917年）正月，前蜀高祖王建追封张仪为昌化王。

## 影视作品

### 电视剧
| 影視作品                       | 飾演张仪的演員 |
| 2012年电视剧《大秦帝国之纵横》 | 喻恩泰         |
| 2015年电视剧《芈月传》         | 赵立新         |
| 2016年电视剧《思美人》         | 李雨轩         |

## 延伸阅读
[在维基数据编辑]
 《史記/卷070》，出自司馬遷《史記》
 《戰國縱橫家書》